# Alisson Cardozo
Alisson Camila Cardozo Rey (ur. 15 maja 1998) – kolumbijska zapaśniczka walcząca w stylu wolnym. Olimpijka z Paryża 2024, gdzie zajęła dwunaste miejsce w kategorii do 50 kg. Zajęła piąte miejsce na mistrzostwach świata w 2023 roku.
Brązowa medalistka igrzysk boliwaryjskich w 2017, a także igrzysk Ameryki Środkowej i Karaibów w 2023. Trzecia na mistrzostwach panamerykańskich juniorów w 2017. Wicemistrzyni panamerykańska kadetów w 2013 roku.